# Citicolina
La CDP-colina o citicolina (CDP-coline o citicoline, Denominazione comune internazionale - DCI), è uno psicostimolante/nootropico. La citicolina è un intermediario della biosintesi della fosfatidilcolina.

## Indicazioni
- Trattamento di supporto delle sindromi parkinsoniane.
- Affezioni cerebrovascolari su base traumatica, degenerativa e aterosclerotiche e le conseguenti manifestazioni patologiche: disturbi neurologici, psichici, intellettivi. Cefalea, vertigini, parestesie, tremori, acufeni.
- Gli studi suggeriscono, ma non hanno confermato, i potenziali benefici della citicolina per i deficit cognitivi https://pmc.ncbi.nlm.nih.gov/articles/PMC4562749/
- Il più grande studio clinico sulla citicolina fino ad oggi (uno studio randomizzato, controllato con placebo e sequenziale su 2.298 pazienti con ictus ischemico acuto da moderato a grave in Europa), non ha riscontrato alcun beneficio della somministrazione di citicolina sulla sopravvivenza o sul recupero dall'ictus https://www.thelancet.com/journals/lancet/article/PIIS0140-6736(12)60813-7/abstract
- Studi sui topi sembrerebbero aver dimostrato che la cosomministrazione di citicolina potenzia e migliora gli effetti dei farmaci antidepressivi (SSRI). https://www.sciencedirect.com/science/article/abs/pii/S003193841830636X

## Controindicazioni
Ipersensibilità al principio attivo o ad uno degli eccipienti.

## Gravidanza e Allattamento
Il farmaco non è controindicato in gravidanza e durante l'allattamento. In ogni caso, va somministrato nei casi di effettiva necessità e sotto il controllo medico.

## Effetti collaterali
Si riscontra emicrania, dolore addominale e diarrea.

## Dosaggio
L'uso I.V. e I.M. agli stessi dosaggi è altrettanto efficace.